# Campeonato Esloveno de Futebol de 1993-94
O Campeonato Esloveno de Futebol de 1993-94, oficialmente em Língua eslovena "1. Slovenska Nogometna Liga 93/94", (organizado pela Associação de Futebol da Eslovênia) foi a 3º edição do campeonato do futebol de Eslovênia. Os clubes jogavam em turno e returno. O clube vencedor se classificava para a Liga dos Campeões da UEFA de 1994–95 e o vice-campeão classificava-se para a Copa da UEFA de 1994–95. Os últimos dois posicionados eram rebaixados para o Campeonato Esloveno de Futebol de 1994-95 - Segunda Divisão

## Participantes
| Equipe        | Cidade        | Região               | No ano anterior                                                         | Estádio                         | Capacidade | Títulos              | Participações |
| ------------- | ------------- | -------------------- | ----------------------------------------------------------------------- | ------------------------------- | ---------- | -------------------- | ------------- |
| Rudar         | Velenje       | Savinjska            | Nono Lugar                                                              | Estádio Municipal Ob Jezeru     | 1.400      | 0 (não possui)       | 3             |
| Slovan        | Liubliana     | Eslovénia Central    | Décimo Primeiro Lugar                                                   | Parque Desportivo Kodeljevo     | 1.400      | 0 (não possui)       | 3             |
| Svoboda       | Liubliana     | Eslovénia Central    | Sexto Lugar                                                             | Parque Desportivo Svoboda       | 800        | 0 (não possui)       | 3             |
| Ljubljana     | Liubliana     | Eslovénia Central    | Quarto Lugar                                                            | Parque Desportivo Ljubljana     | 2.300      | 0 (não possui)       | 3             |
| Celje         | Celje         | Savinjska            | Décimo Lugar                                                            | Estádio Skalna Klet             | 2.500      | 0 (não possui)       | 3             |
| Naklo         | Naklo         | Alta Carníola        | Quinto Lugar                                                            | Arena Zmagovalcev               | 1.000      | 0 (não possui)       | 3             |
| Gorica        | Nova Gorica   | Goriška              | Décimo Segundo Lugar                                                    | Parque Desportivo Gorica        | 3.066      | 0 (não possui)       | 3             |
| Mura          | Murska Sobota | Pomurska             | Terceiro Lugar                                                          | Estádio Municipal Fazanerija    | 3.782      | 0 (não possui)       | 3             |
| Beltinci      | Beltinci      | Pomurska             | Décimo Quarto Lugar                                                     | Parque Desportivo Beltinci      | 1.346      | 0 (não possui)       | 3             |
| Olimpija      | Liubliana     | Eslovénia Central    | Campeão                                                                 | Estádio Bežigrad                | 8.200      | 2 (1991-92, 1992-93) | 3             |
| Izola         | Izola         | Litoral-Kras         | Décimo Terceiro Lugar                                                   | Estádio Municipal de Izola      | 1.400      | 0 (não possui)       | 3             |
| Maribor       | Maribor       | Podravska            | Vice Campeão                                                            | Estádio Ljudski vrt             | 12.435     | 0 (não possui)       | 3             |
| Koper         | Koper         | Litoral-Kras         | Oitavo Lugar                                                            | Estádio Bonifika                | 4.047      | 0 (não possui)       | 3             |
| Krka          | Novo Mesto    | Eslovénia do Sudeste | Sétimo Lugar                                                            | Estádio Portoval                | 500        | 0 (não possui)       | 2             |
| Primorje      | Ajdovščina    | Goriška              | Acesso pelo Campeonato Esloveno de Futebol de 1992-93 - Segunda Divisão | Estádio Municipal de Ajdovščina | 1.630      | 0 (não possui)       | 2             |
| Jadran Dekani | Koper         | Litoral-Kras         | Acesso pelo Campeonato Esloveno de Futebol de 1992-93 - Segunda Divisão | Parque Desportivo Dekani        | 400        | 0 (não possui)       | 2             |

## Campeão
| Campeão Esloveno 1993-94                 |
| ---------------------------------------- |
| Olimpija (Liubliana) (3º título) Campeão |